# Кинси, Алберт
А́лберт Джон Ки́нси (англ. Albert John Kinsey; 19 сентября 1945, Ливерпуль) — английский футболист, нападающий. Начав футбольную карьеру в клубе «Манчестер Юнайтед», он выступал за клубы «Рексем», «Кру Александра» и «Уиган Атлетик».

## Футбольная карьера
Уроженец Ливерпуля, Алберт начал карьеру в футбольной академии «Манчестер Юнайтед». В июне 1961 года подписал с клубом ученический контракт, а в октябре 1962 года — профессиональный контракт. Единственный матч в основном составе «Манчестер Юнайтед» провёл 9 января 1965 года: это была игра третьего раунда Кубка Англии против клуба «Честер» на стадионе «Олд Траффорд». Матч завершился победой «Юнайтед» со счётом 2:1, голы за «красных» забили Джордж Бест и Алберт Кинси. Кинси является одним из шестерых игроков «Манчестер Юнайтед», забивших гол в своём единственном матче за клуб.
2 марта 1966 года Кинси перешёл в валлийский клуб «Рексем», выступавший в Четвёртом дивизионе Футбольной лиги Англии. В сезоне 1969/70 стал лучшим бомбардиром дивизиона с 27 забитыми мячами и помог «Рексему» занять второе место в Четвёртом дивизионе, обеспечив выход в Третий дивизион. В сезоне 1972/73 стал автором первого гола «Рексема» в еврокубках, забив гол в матче Кубка обладателей кубков УЕФА против «Цюриха». Всего провёл за «Рексем» 300 матчей во всех турнирах, забив 100 голов.
3 марта 1973 года перешёл в клуб «Кру Александра». Затем играл за «Уиган Атлетик», где и завершил карьеру игрока.